# Коммуникативный акт молчания

## Понятие молчания как коммуникативного акта
Молчание — коммуникативный акт, выражающий определённое поведение реципиента в разных ситуациях.
Молчание всегда являлось компонентом общения между людьми. Молчание можно рассматривать как акт, совершаемый коммуникатором в процессе общения. Речь не может осуществляться без молчания, как и молчание без речи. Таким образом, общение принимает различные формы и одной из них выступает молчание. Необходимо понимать, что молчание — это форма коммуникации, обладающая собственными свойствами, промежуточное состояние межу вербальным и невербальным языком. С одной стороны — это не словесное выражение, но, в то же время, молчание может принимать наиболее сильные формы эмоциональной окраски.
Ученые-лингвисты считают, что молчание — способ передачи информации без слов. Следует различать два вида молчания: коммуникативно-значимое, при котором коммуникатор имеет целью донести определённую информацию до реципиента, и некоммуникативное, когда молчание не является коммуникативным актом. В случае если молчание коммуникативно-значимо, коммуникатор использует его осознанно, при условии, что реципиент понимает его характер. Таким образом, коммуникативно-значимое молчание — это акт, с помощью которого можно передавать определённую информацию от отправителя к получателю. Молчание действительно если оно адекватно идентифицировано последним.

## Функции коммуникативного молчания
Полная контактная функция. Эта функция отвечает за полное понимание коммуникатора адресатом при молчании последнего, что свидетельствует об идентификации коммуникантов. Данная ситуация возникает, когда говорящий и собеседник — друзья или хорошие знакомые, им всё понятно без слов. При этом, молчание выполняет функцию связи и воздействия и может выражать согласие или несогласие, ненависть, нежелание сказать правду, скромность и т. д.
Неполная контактная функция. Под этой функцией подразумевается неполное взаимопонимание между говорящим и адресатом. В этом случае коммуникация может нарушаться. Коммуникатор может не понимать цели и причины молчания адресата.
Дисконтактная функция. Она подразумевает под собой, что между говорящим и адресатом нет общих интересов, коммуникаторам не о чем говорить друг с другом. Молчание одного из коммуникантов свидетельствует о нежелании продолжать разговор.

## Значения коммуникативного молчания
Существует несколько значений молчания. Молчание может выражать согласие. Если получателю задается вопрос, на который можно ответить да или нет, и он не отвечает на него, у адресата есть основания полагать, что он согласен. Молчание в данном случае выполняет своего информативную функцию. Также молчание может выражать несогласие. Если получатель при первом и последующем контакте с адресатом постоянно выражает акт молчания, то адресат может прийти к выводу, что у получателя нет желания продолжать общение. Молчание может выражать понимание и знание адресата или его непонимание и незнание. Когда лектор задает вопрос студентам, а в ответ видит молчание, он может прийти к выводу, что студенты не знают или не понимают, а может наоборот думает, что им все понятно. Иногда молчание выражает стыд или страх. Молчанием адресат дает говорящему или читателю понять, что он не хочет выражать свое мнение из-за боязни или во избежание нежелательных для него последствий. В последнем случае молчание может выражать самоустранение, когда адресат молчанием хочет показать, что нет смысла продолжать коммуникацию.